# Mlask dwuwargowy
Mlask dwuwargowy – rodzaj dźwięku spółgłoskowego występujący w językach naturalnych. W międzynarodowej transkrypcji fonetycznej IPA oznaczanej symbolem: [ʘ], ponieważ mlask może mieć różne "podkłady" (różne typy artykulacji tylnojęzykowej), stosuje się wtedy dokładniejszą transkrypcję np. [k͡ʘ] (w dalszym ciągu znak podwójnego miejsca artykulacji (łuczek) jest pomijany).

## Artykulacja

### Opis
W czasie artykulacji podstawowego wariantu [kʘ]:
- modulowany jest prąd powietrza zasysanego powstały wyniku różnicy ciśnień wytworzonej przy grzbiecie języka wzniesionym do góry, czyli artykulacja tej spółgłoski wymaga inicjacji ustnej i ingresji.
- podniebienie miękkie jest podniesione, mamy do czynienia z artykulacją ustną,
- prąd powietrza w jamie ustnej przepływa ponad całym językiem lub przynajmniej powietrze uchodzi wzdłuż środkowej linii języka
- dolna warga kontaktuje się z górną wargą, tworząc zwarcie. Równocześnie grzbiet język wznosi się stromo w kierunku podniebienia miękkiego (lub języczka) tworząc drugie zwarcie. W powstałej komorze dochodzi do powstania podciśnienia wyniku "ssącego" ruchu języka do tyłu. Następuje przerwanie blokady dwuwargowej, przy czym równocześnie powietrze jest zasysane do środka, co daje akustycznie charakterystyczny mlask.

### Warianty
Dalsze warianty mlasków ze względu na rodzaj "podkładu":
- artykulacja może też się odbywać przy udziale kanału nosowego, mówimy wtedy o mlasku nosowym: [ŋʘ].
- plozji może towarzyszyć przydechem (aspiracją) spółgłoski tylnojęzykowej: [kʘʰ]
- plozji może towarzyszyć dodatkowym szumem szczelinowym: [kʘˣ]
- spółgłoska może być wymówiona dźwięcznie lub dysząco-dźwięcznie (ang. breathy voice): [ɡʘ], [ɡ̈ʘ]
- spółgłoska może być wymówiona z dodatkowym zwarcie wiązadeł głosowych (glotalizacja): [kʘˀ]

Również dokładne miejsce utworzenia zwarcia tylnojęzykowego może odgrywać rolę kontrastującą.
Zobacz też
- mlask dwuwargowy [ʘ]
- mlask zębowy [ǀ]
- mlask boczny dziąsłowy [ǁ]
- mlask zadziąsłowy [ǃ]
- mlask podniebienny [ǂ]

### Przykłady
Przykłady mlasków w funkcji fonologicznej znajdujemy w południowoafrykańskich językach khoisan i bantu. Język !Xóõ posiada całą serię spółgłosek mlaskowych ok. 80, w tym dwuwargowe.

## Terminologia
Mlask dwuwargowy oznacza w istocie spółgłoskę o wargowym i tylnojęzykowym miejscu artykulacji, czyli mlask bilabialno-welarny.